# أنابيل بينيت
أنابيل بينيت (بالإنجليزية: Annabelle Claire Bennett)‏ هي عالمة كيمياء حيوية وقاضية ومحامية في القضاء العالي أسترالية، ولدت في 8 يناير 1950 في سيدني في أستراليا.